# Wieren
Wieren este o comună din landul Saxonia Inferioară, Germania.